# Corn Ranch
Corn Ranch är en amerikansk rymdraketbas utanför Van Horn i västra delarna av den amerikanska delstaten Texas. Anläggningen täcker en yta på 670 km2 och ägs av företaget Blue Origin.
På platsen finns en uppskjutningsramp och en landningsplats för företagets New Shepard-raket. Här finns också anläggningar för att testa företagets serie av raketmotorer, kallade Blue Engine.
Den 29 april 2015 gjordes den första flygningen av en New Shepard-raket.